# Streifen-Ahorn
Der Streifen-Ahorn (Acer pensylvanicum) ist eine Pflanzenart aus der Gattung der Ahorne (Acer) innerhalb der Familie der Seifenbaumgewächse (Sapindaceae). Weitere deutschsprachige Trivialnamen sind Pennsylvanischer Ahorn, Schlangenhaut-Ahorn und Amerikanischer Streifenahorn.

## Beschreibung

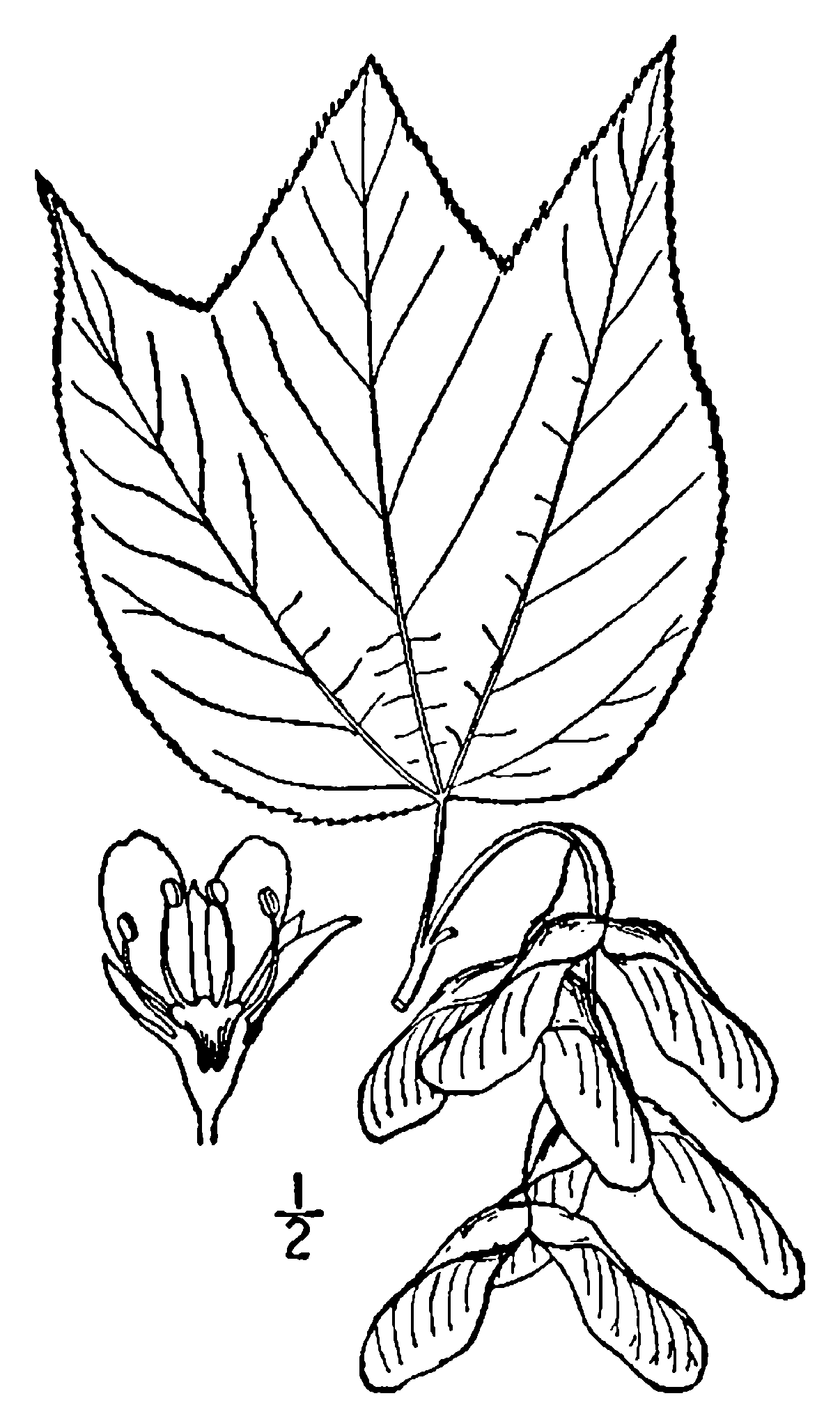
Illustration

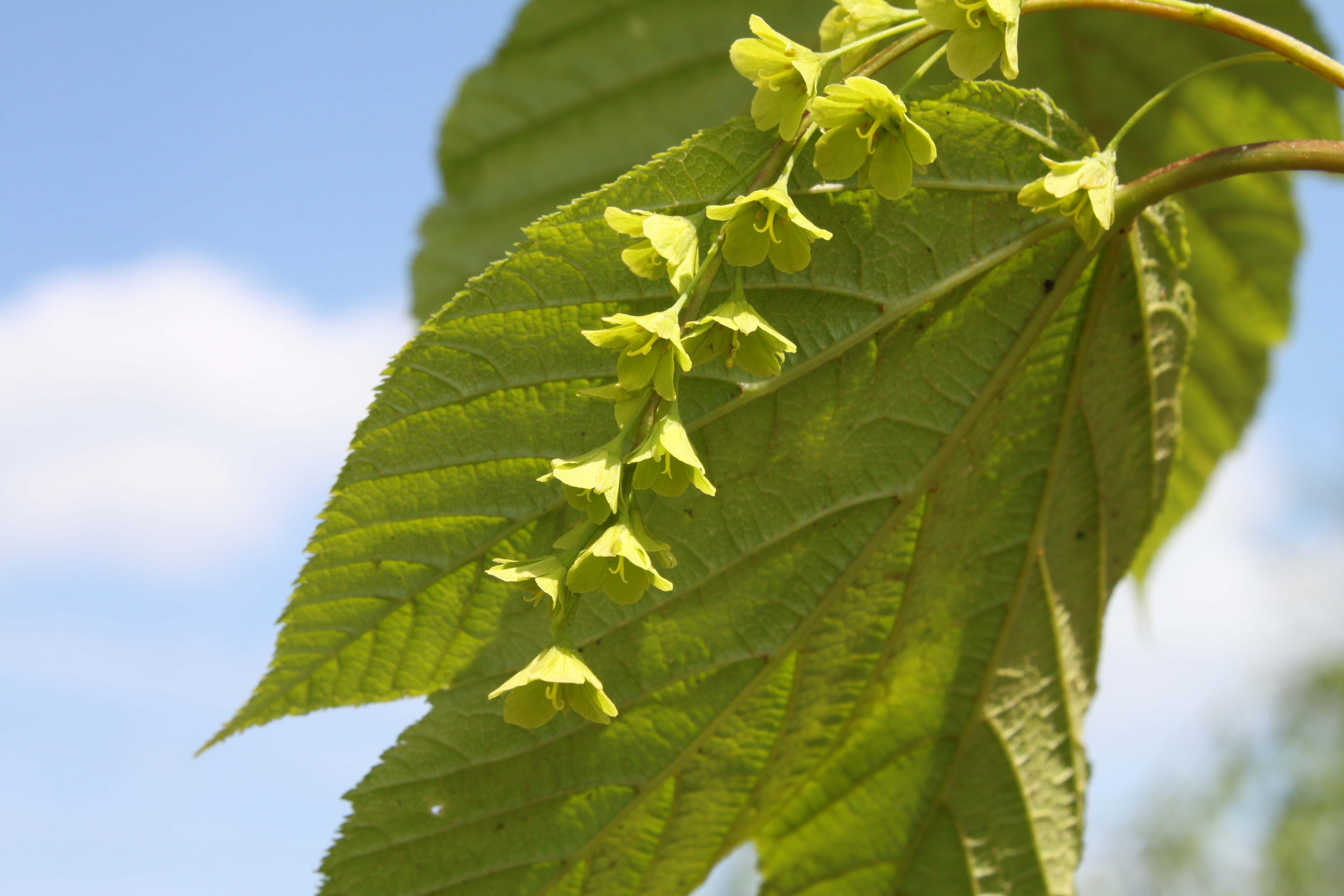
Hängender Blütenstand mit weiblichen Blüten

### Erscheinungsbild und Blatt
Der laubabwerfende Streifen-Ahorn wächst als kleiner Baum oder großer Strauch und erreicht Wuchshöhen von 6 bis über 10 Metern. Er wächst langsam und erreicht wohl 100 Jahre. Einzeln stehend entwickelt er sich breitkronig. Die sehr auffällige, grünlich-braune bis braune Borke besitzt feine weiße Streifen.
Die gegenständig angeordneten Laubblätter sind in Blattstiel und -spreite gegliedert. Die verkehrt-eiförmige, zugespitzte bis geschwänzte und feingesägte Blattspreite ist etwa 10–18 Zentimeter lang, meist dreilappig und verfärbt sich im Herbst ausschließlich gelb. Die Lappen sind zugespitzt, die Basis ist abgerundet bis leicht herzförmig. Es kommen auch ungelappte, eiförmige, leicht herzförmige Blätter vor.

### Generative Merkmale
Der Streifen-Ahorn kann seltener einhäusig (monözisch), also mit männlichen und weiblichen Blüten an einem Exemplar, oder meist zweihäusig (diözisch), also mit männlichen und weiblichen Blüten an unterschiedlichen Exemplaren, getrenntgeschlechtig sein. Männliche Pflanzen überwiegen deutlich, auch ist die Art dichogam.
Die ersten Blüten werden an 11 Jahre alten Exemplaren, die nur eine Wuchshöhe von 1 Meter besitzen, gebildet. Die Blütezeit liegt im Mai und Juni und beginnt, nachdem die Laubblätter fast vollständig entwickelt sind. Die Blüten sind in hängenden, 10 bis 15 Zentimeter langen, traubigen Blütenständen angeordnet. Die kleinen, gelben, gestielten und fünfzähligen Blüten sind meist pseudozwittrig und besitzen einen Durchmesser von etwa 6 Millimeter. Die funktional männlichen Blüten besitzen meist einen rudimentären Stempel und sieben oder acht Staubblätter. Die funktional weiblichen Blüten entwickeln Staminodien mit Antheroden, aber die Pollensäcke öffnen sich nicht. Es wurden einige zwittrige Blüten gefunden, die beide Geschlechter vollständig entwickelt enthalten. Es ist jeweils ein Diskus vorhanden.
Der Fruchtstiel ist 10 bis 15 Millimeter lang. Die zweiteiligen und geflügelten Spaltfrüchte bestehen aus zwei Flügelnüssen (Samaras). Die Flügelnüsse sind anfangs rötlich und verfärben sich später lohfarben. Nüsschen und Flügel sind zusammen etwa 20–25 Millimeter lang. Die Flügel spreizen sich spitz- bis stumpfwinklig.

### Chromosomenzahl
Die Chromosomenzahl beträgt 2n = 26.

Verbreitungsgebiet

## Vorkommen
Ursprünglich stammt der Streifen-Ahorn aus Nordamerika vom südöstlichen Kanada bis zu den nordöstlichen USA.
In Naturstandorten gedeiht er am besten an schattigen, kühlen Nordhängen von Hochland-Tälern in kleinen offenen Standorten in Wäldern oder als Unterholz in Mischwäldern aus Hartholz-Arten. Er wächst häufig auf gut drainierten sandigen Lehmböden. Dieses winterharte Gehölz bevorzugt schattige Standorte. In sonnigen Lagen benötigt er feuchtere Böden.

## Systematik
Die Erstveröffentlichung von Acer pensylvanicum erfolgte 1753 durch Carl von Linné in Species Plantarum, Tomus II, S. 1055. Acer pensylvanicum gehört zur Sektion Macrantha in der Gattung Acer.

## Nutzung
Der Streifen-Ahorn wird als Zierpflanze verwendet. Er ist in Europa seit 1755 in Kultur.